# Медаль Фёдора Гааза
Меда́ль Фёдора Га́аза — ведомственная медаль Федеральной службы исполнения наказаний России, учреждённая приказом ФСИН России № 25 от 28 февраля 2005 года.

## Правила награждения

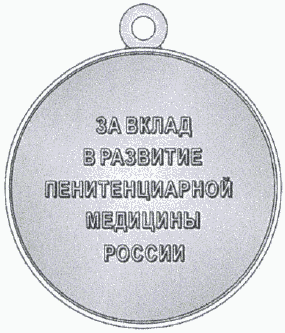
Реверс медали

Согласно Положению медалью Фёдора Гааза награждаются:
- сотрудники, служащие федеральной государственной гражданской службы, работники учреждений и органов Федеральной службы исполнения наказаний, имеющие стаж службы (работы) в календарном исчислении 5 и более лет в уголовно-исполнительной системе;
- граждане Российской Федерации и иностранные граждане.

Награждение медалью производится за:
- большой вклад в развитие и совершенствование здравоохранения уголовно-исполнительной системы;
- достижение высоких результатов лечебно-профилактической помощи лицам, содержащимся в учреждениях уголовно-исполнительной системы;
- организацию и проведение эффективных мероприятий по обеспечению санитарно-противоэпидемического благополучия лиц, содержащихся в учреждениях уголовно-исполнительной системы;
- личный вклад в развитие медицинской науки и образования, подготовку квалифицированных медицинских кадров для уголовно-исполнительной системы;
- укрепление международного сотрудничества в области пенитенциарной медицины России.

Повторное награждение медалью не производится.

## Правила ношения
Медаль носится на левой стороне груди и располагается после медали «За усердие в службе» II степени.

## Описание медали
Медаль изготовляется из нейзильбера и имеет форму правильного круга диаметром 32 мм. На лицевой стороне медали помещено погрудное изображение Ф. П. Гааза. В верхней части медали — надпись «Федор Гааз», в нижней — цифры «1780-1853». На оборотной стороне медали, в центре, расположена надпись «За вклад в развитие пенитенциарной медицины России». Все изображения и надписи на медали выпуклые. Края медали окаймлены бортиком.
Медаль при помощи ушка и кольца соединяется с пятиугольной колодкой, обтянутой белой шёлковой муаровой лентой шириной 24 мм с одной синей полоской посередине ленты шириной 7 мм и красными полосками по краям ленты шириной 1,5 мм каждая, отстоящими от края ленты на 1 мм. Колодка с медалью при помощи булавки крепится к одежде.